# 上杉勇司
上杉 勇司 （うえすぎ ゆうじ、1970年 - ）は、日本の国際政治学者。早稲田大学国際学術院教授。沖縄平和協力センター副理事長。広島平和構築人材育成センター理事。

## 人物・経歴
静岡県生まれ。国際基督教大学教養学部卒業。ジョージ・メイソン大学紛争分析解決研究所紛争分析・解決学修士。ケント大学国際紛争分析学博士。広島大学大学院国際協力研究科准教授、早稲田大学国際学術院准教授を経て、同教授。特定非営利活動法人沖縄平和協力センター副理事長、一般社団法人広島平和構築人材育成センター理事。国際安全保障学会加藤陽三賞、秋野豊賞受賞。

## 著書
- 『変わりゆく国連PKOと紛争解決 : 平和創造と平和構築をつなぐ』明石書店 2004年
- 『新しい平和構築論 : 紛争予防から復興支援まで』（山田満, 小川秀樹, 野本啓介と共編著）明石書店 2005年
- 『紛争と人間の安全保障 : 新しい平和構築のアプローチを求めて』（篠田英朗と共編）国際書院 2005年
- 『国家建設における民軍関係 : 破綻国家再建の理論と実践をつなぐ』（青井千由紀と共編）国際書院 2008年
- 『ユーラシアの紛争と平和』（広瀬佳一, 小笠原高雪と共編著）明石書店 2008年
- 『ワークショップで学ぶ紛争解決と平和構築』（小林綾子, 仲本千津と共編著）明石書店 2010年
- 『平和構築における治安部門改革』（藤重博美, 吉崎知典と共編）国際書院 2012年
- 『紛争解決学入門 : 理論と実践をつなぐ分析視角と思考法』（長谷川晋と共著）大学教育出版 2016年
- 『世界に向けたオールジャパン : 平和構築・人道支援・災害救援の新しいかたち』（藤重博美, 吉崎知典, 本多倫彬と共編著）内外出版 2016年
- 『国際平和協力入門 : 国際社会への貢献と日本の課題』（藤重博美と共編著）ミネルヴァ書房 2018年
- 『ハイブリッドな国家建設 : 自由主義と現地重視の狭間で』（藤重博美, 古澤嘉朗と共編）ナカニシヤ出版 2019年
- 『どうすれば争いを止められるのか : 17歳からの紛争解決学』WAVE出版 2023年
- 『紛争地の歩き方 : 現場で考える和解への道』筑摩書房 2023年